# Juan Talavera y Heredia
Juan Manuel Talavera y Heredia (Sevilla, 29 de diciembre de 1880 - Ibídem, 13 de diciembre de 1960) fue un arquitecto sevillano. Comenzó haciendo obras de arquitectura modernista, pero después se centró en el regionalismo, aplicando estilos del barroco sevillano de los siglos XVII y XVIII y de la arquitectura rural andaluza.

## Biografía
Juan Talavera era hijo del también arquitecto Juan Talavera y de la Vega y de su esposa Carmen Heredia Yuste, una mujer de etnia gitana, natural de Écija. El matrimonio vivía en la calle Monsalves de Sevilla. Su hermana mayor, Felisa, nació en 1867 y la segunda, Amparo, en 1869.
Realizó sus estudios en un colegio regentado por los escolapios, con los que mantuvo una estrecha relación durante toda su vida. En 1901, tras realizar sus estudios de bachillerato y el preparatorio, marchó a Madrid para estudiar arquitectura.
La Escuela Superior de Arquitectura de Madrid estaba dirigida entonces por Vicente Lampérez y Ricardo Velázquez. Ambos académicos habían estudiado profundamente la arquitectura medieval y eran defensores de la arquitectura historicista. Tuvo como compañeros de promoción a José Espiau y Muñoz y a Javier Luque. Aunque conocía a Espiau desde el colegio, fue en esta etapa cuando estrecharon su relación. Los destacados arquitectos sevillanos Aníbal González y José Gómez Millán terminaron sus estudios en 1902 y 1903 respectivamente.
En 1906 murió su padre, completamente arruinado. Esto marcó el final de la vida fácil que había llevado hasta entonces y el comienzo de las apreturas económicas. Desde la muerte de su padre fue su padrino, Manuel Sánchez Pizjuán, quien le pagó el mantenimiento en su juventud. Realizó su último examen el 19 de diciembre de 1908. Ese mismo año terminó sus estudios Antonio Gómez Millán.

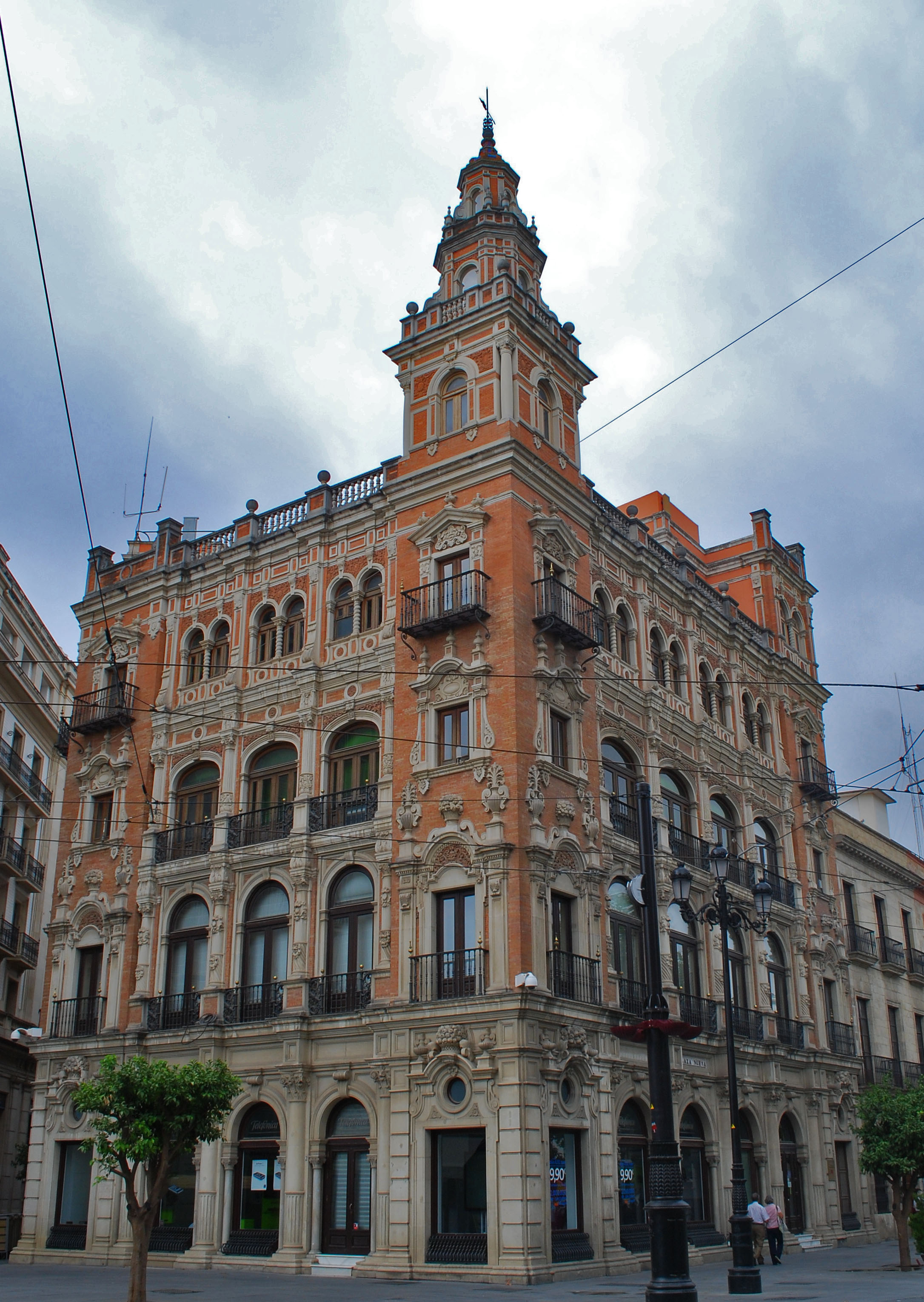
Edificio de Telefónica en la plaza Nueva de Sevilla, proyecto de Juan Talavera.

La muerte de su padre le había dejado sin un referente práctico que le introdujera dentro de la profesión en la ciudad. A su vuelta a Sevilla entró como delineante en el estudio de Aníbal González. González ya había cerrado su fase modernista y se estaba centrando en la arquitectura tradicional de la ciudad. A través de González conoció al arquitecto Simón Barris, que entonces realizaba una casa regionalista en la calle Rioja.
Durante esta época no tenía casa en Sevilla y se hospedaba en el colegio de los Padres Escolapios. Posteriormente, se mudó varias veces con su familia hasta que llegó a la casa de la plaza de Alfaro n.º 5, que reformó y en la que habitó de 1915 a 1923.
En 1909 ingresa primero de manera interina y después como titular, en la plantilla del Ayuntamiento como ayudante del arquitecto municipal. En 1910 contrajo matrimonio con su prima Felisa, algunos años mayor que él. En 1911 ejerció también como profesor de Estereotomía y Dibujo Arquitectónico en la Escuela Superior de Artes e Industrias de Sevilla. En 1913 ascendió al cargo de arquitecto titular del Ayuntamiento.
En 1911 nació muerto su primer hijo. En 1912 tendrá una hija a la que llamará María Dolores y en 1916 a un hijo llamado Juan.
En 1914 participó en la sección de arquitectura de un concurso del Círculo de Bellas Artes de Madrid sobre la «Exposición de la casa antigua española», donde figuró su estudio arquitectónico titulado La casa de la calle Levis en Sevilla. Este interesante trabajo de la antigua tradición arquitectónica sevillana hoy es dado por desaparecido.
En 1917 el regionalismo adquiere un mayor reconocimiento cuando Aníbal González recibe un premio en el VII Congreso Nacional de Arquitectura, que se celebraba en Sevilla. Juan Talavera tuvo mucho éxito con los Jardines de Murillo y el Paseo de Catalina de Ribera, por lo que preside la comisión organizadora del congreso. El 19 de julio de 1920 entró a formar parte de la Real Academia de Bellas Artes de Santa Isabel de Hungría.
En 1917 se apartó de Espiau debido al fiasco de la plaza de toros Monumental, que tuvo que ser derribada por no haberse construido debidamente. En 1930 volvieron a mantener relaciones cuando colaboraron para construir una casa para la viuda de un amigo de ambos, Aníbal González, en la avenida de la Palmera.
Hombre de carácter bastante solitario, que huía de toda celebración social, nunca intervino activamente en política, manteniendo normalmente una orientación liberal. Era católico. Observó durante su vida, salvo en la vejez, un comportamiento moderado. Mantuvo una estrecha amistad con el abogado, catedrático y político local de ideología liberal Estanislao D'Angelo y Muñoz.

Fue este un hombre muy andaluz, pero no de los de risas y alegrías, sino andaluz serio y recóndito, que son los más esenciales y sabrosos al decir de las gentes sabias que leen los libros de las filosofías. Tenía el arquitecto la color morena aceitunil; era alto, calvo, con el cráneo mondo y resbalado, tal como pintan al fundador de la Compañía de Jesús, san Ignacio de Loyola. Hablaba poco y no sabía reír, por lo que hacía un ruido extraño de garganta cavernosa cuando algo lo movía a regocijo. Vestía con elegancia, siempre de buenos paños; era delgado y de mucho reposo en el andar. Hubo fama de carácter bronco y sin temple entre los maestros y peones del gremio de la albañilería. Pero esto era solo en apariencia, que nosotros hubimos mucho comercio de amistad y sentimiento con él y siempre lo hallamos agradable y acogedor. Huía de los fotógrafos y amaba mucho las flores, sobre todo los geranios.
Joaquín Romero Murube

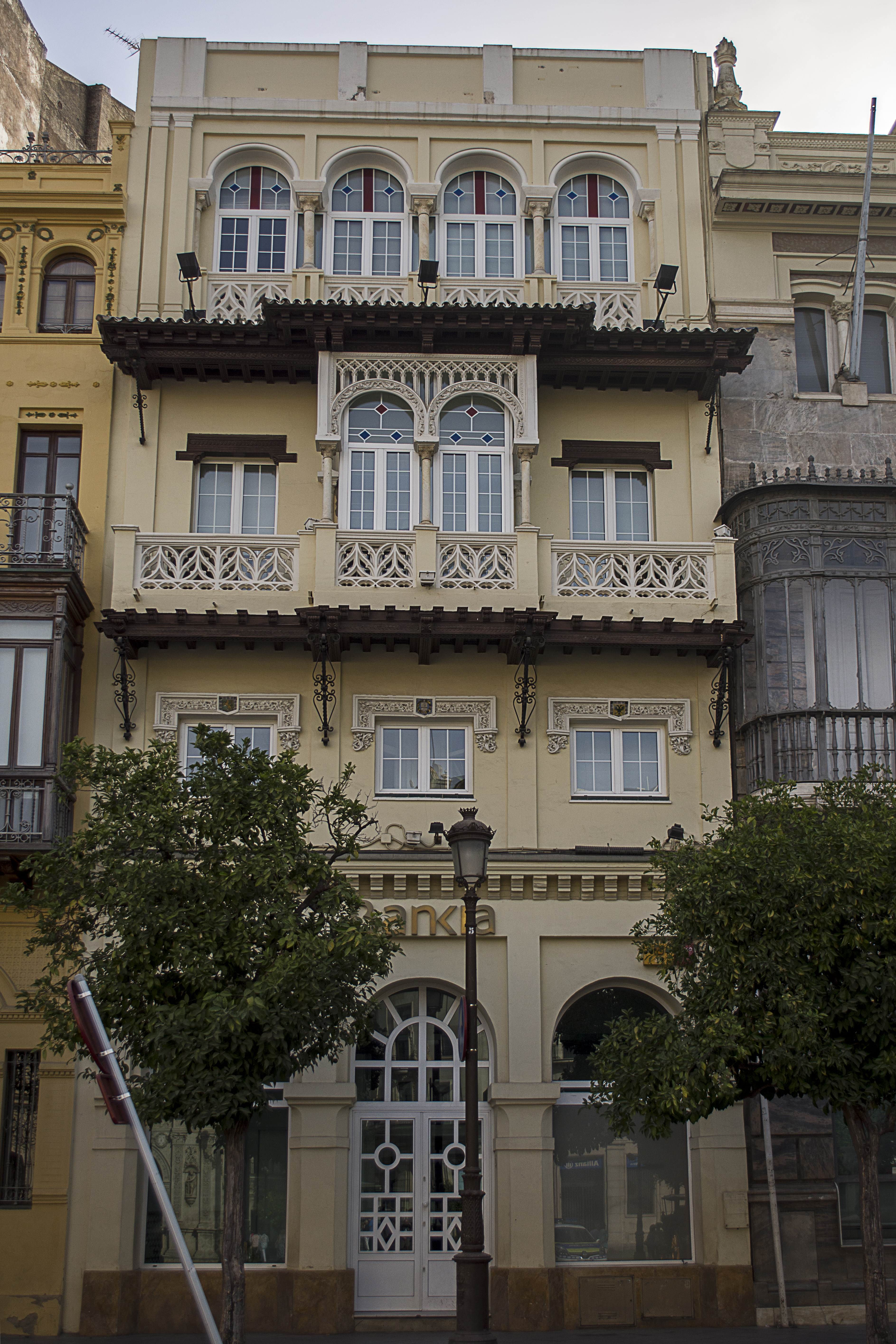
Casa de María Cháfer en la plaza de San Francisco n.º 11, Sevilla (1914).

Mantuvo amistad con el poeta Joaquín Romero Murube, con el historiador Santiago Montoto y con el pintor Gustavo Bacarisas.
A partir de los años 20 empezó a sufrir problemas con neurosis y obsesiones que, salvo puntuales bajas laborales, no le impidieron continuar con su trabajo. En 1920 unos anarquistas del gremio de la albañilería dispararon, sin acertar, contra su amigo Aníbal, y colocaron un cartel en la vivienda de Juan que decía "¡Ojo Talavera!" por lo que la esposa de Talavera dispuso que su casa fuera vigilada por guardias con escopetas.
En 1926 se mudó unos meses con su familia a Puerto Real para acometer algunos proyectos en Cádiz. Colaboró a menudo con el delineante José Fernández Zúñiga (que, curiosamente, también era portero profesional de fútbol) y con el decorador Manuel de la Cuesta y Ramos.
En la década de 1920 realizó varias obras en Alcalá de Guadaíra.
En 1932, tras encontrarse en una débil situación económica, decidió reincorporarse a su puesto en el Ayuntamiento de Sevilla. Gracias a la intervención del político Diego Martínez Barrio, accedió al cargo de arquitecto titular director de los servicios de vías públicas. Tras la Guerra Civil fue mantenido en su puesto por el alcalde Ramón de Carranza Gómez.
En 1936 su hija María enviudó y se fue a vivir a la casa familiar, donde también estaba su otro hijo, José. En 1937 murió Felisa. En 1938 se casó con Luisa Zunón Zamorano, que trabajaba de delineante, este matrimonio no le pareció apropiado a sus hijos, que poco después se marcharían de casa. En los años 40 Luisa enfermó de leucemia. Los ocho años de enfermedad de Luisa supusieron importantes problemas económicos para Juan. Los problemas con la familia de su esposa y la ausencia de testamento de esta supusieron la quiebra del arquitecto.
En 1943 solicitó la jubilación por "agotamiento físico". Durante un tiempo, tras la muerte de su segunda esposa, se trasladó a vivir a Madrid y a Jerez de la Frontera. Desde 1954 a 1960, año de su muerte, residió en un cuarto dentro del colegio de los escolapios, donde estudió.

## Estilo

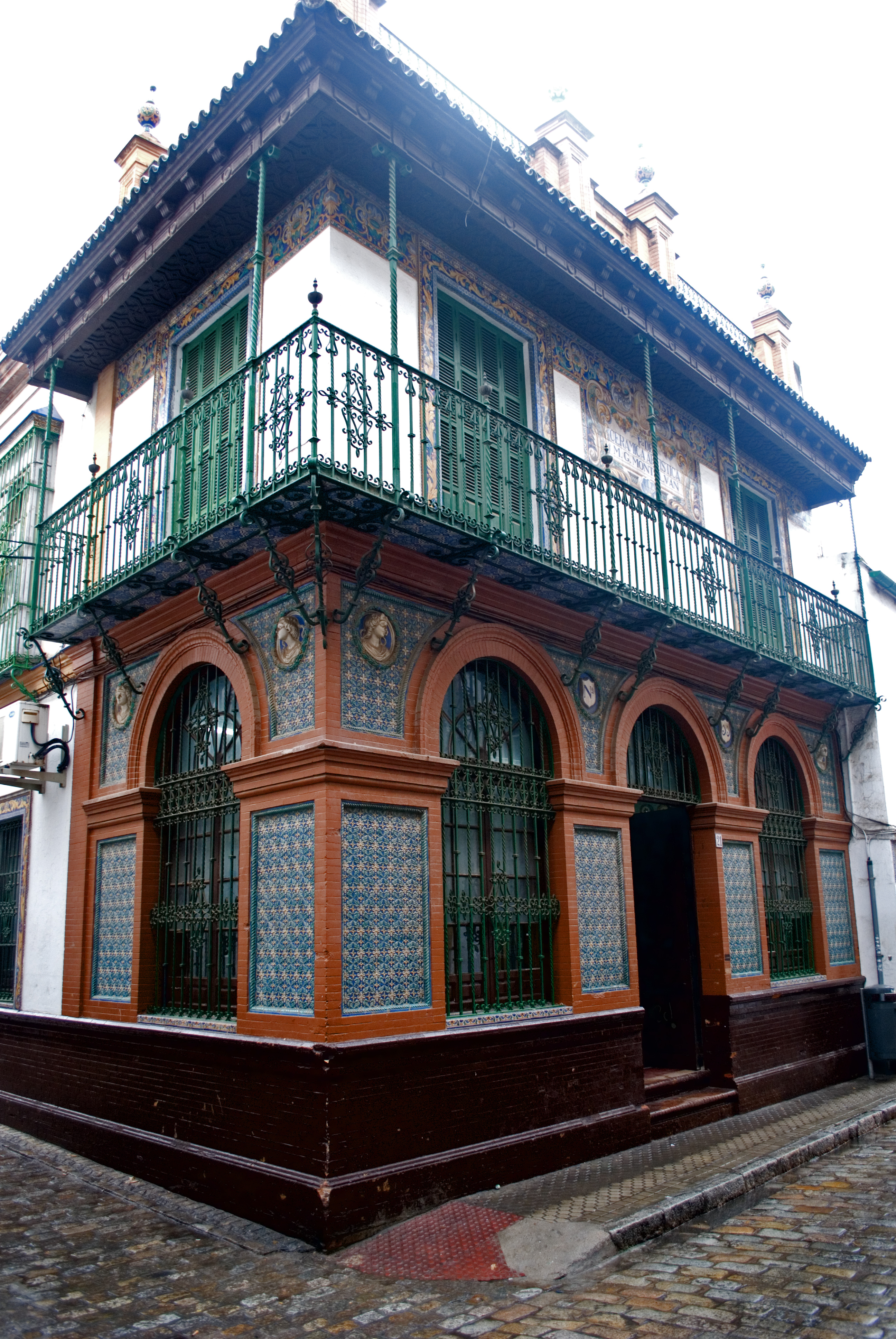
Casa para Manuel García Montalván (1924-1926): Calle Alfarería 11, Sevilla.

### Modernismo
Cuando Juan Talavera volvió a Sevilla como arquitecto en 1909, el estilo dominante era el modernismo, que había tenido su plasmación con los inicios de Aníbal González. Talavera, colaborador del anterior en sus primeros años, impregna sus trabajos con este estilo y manifestación del mismo es la fachada de la casa de Ángela Aguirre en la calle San Gregorio, de 1910, y la casa para Miguel Arcenegui en la calle Velázquez, construida en 1909.

### El regionalismo
Para entender el cambio en el estilo arquitectónico de Sevilla en esos años se debe mencionar que en 1910 el concejal Francisco de Lepe proscribe el modernismo en la ciudad, en una moción dirigida al Cabildo municipal. De igual manera, en 1912 el Ayuntamiento convoca un concurso para la construcción y reforma de fachadas de casas de "estilo sevillano". El reglamento del mismo hablaba de estilos sancionados por la historia y estilos característicos de la ciudad en sus distintas épocas.
Juan Talavera presentó tres obras suyas al concurso. La casa Aceña, en la Avenida de la Borbolla, encaja bastante en lo que se entendía por este estilo. El estilo que aparece en estos años es un estilo neomudéjar.
Tras el paso por el modernismo y por el regionalismo neomudéjar, y a medida que la época barroca se revaloriza, el estilo de Talavera se convierte en regionalismo neobarroco.
Este estilo se va haciendo en los años veinte más ornamentado, con utilización del ladrillo, utilización de arcos en los pisos bajos e introducción de pintura en la ornamentación de las fachadas. De estas fechas merece destacarse la casa de viviendas en calle Pastor y Landero esquina con la calle Almansa, de 1925, y la casa Ocaña, en la calle Tetuán esquina a Rioja. Cuando los edificios requieren mayor relieve, Talavera sustituye el ladrillo por piedra.
En el edificio de Telefónica de la Plaza Nueva, una de sus obras más destacadas, demuestra su dominio del neobarroco en la fachada. También proyectó el pequeño pabellón de la Compañía en el Parque de María Luisa. De esta fecha destaca también el proyecto que hizo para una casa en La Habana en Cuba.
A partir de 1930 este barroquismo que se ha mencionado va atemperándose, como se aprecia en el primitivo grupo escolar Primo de Rivera, en la calle Recaredo, que se levantó entre 1929 y 1932.

## Obras

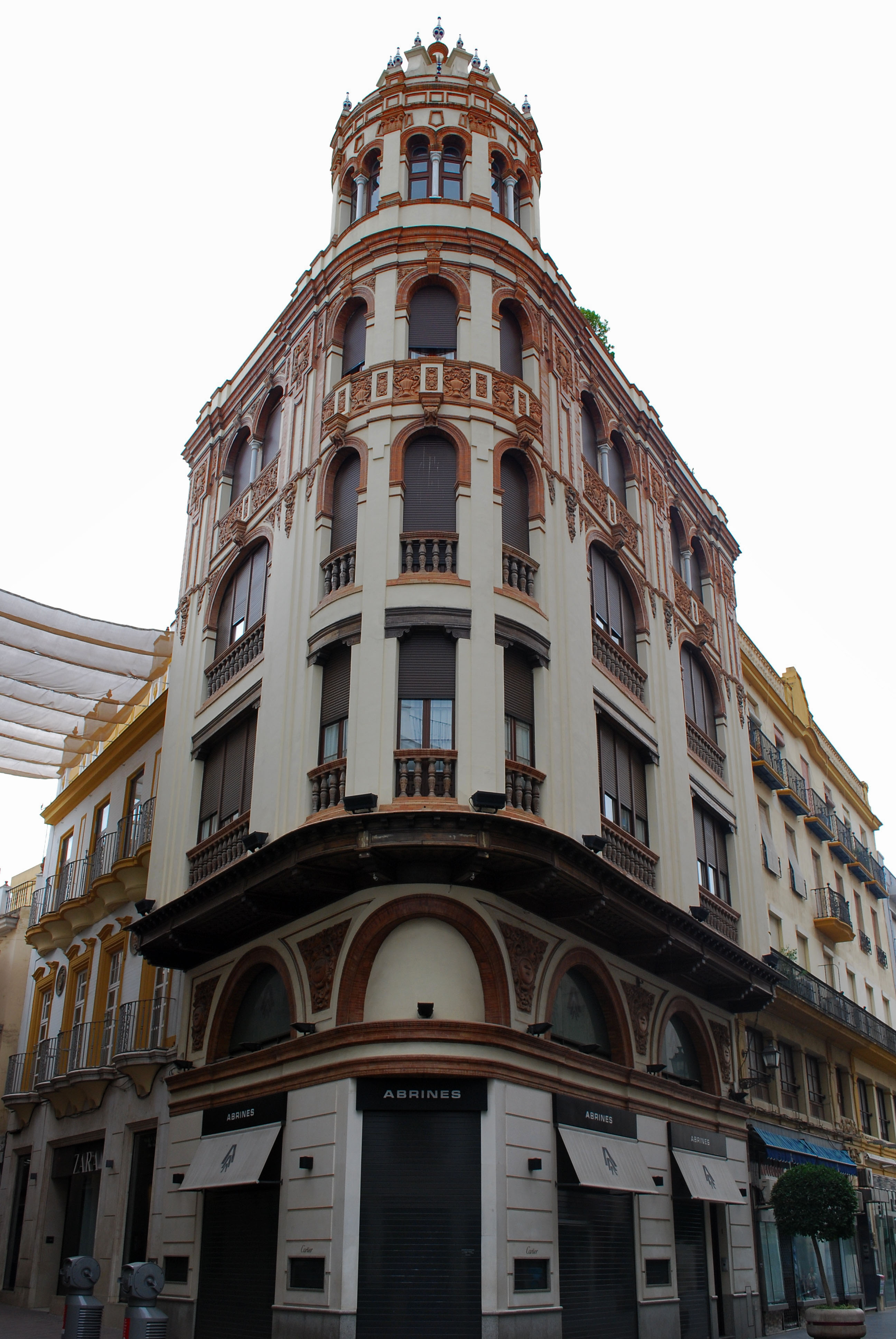
Casa para Ocaña-Carrascosa, en la calle Tetuán de Sevilla.

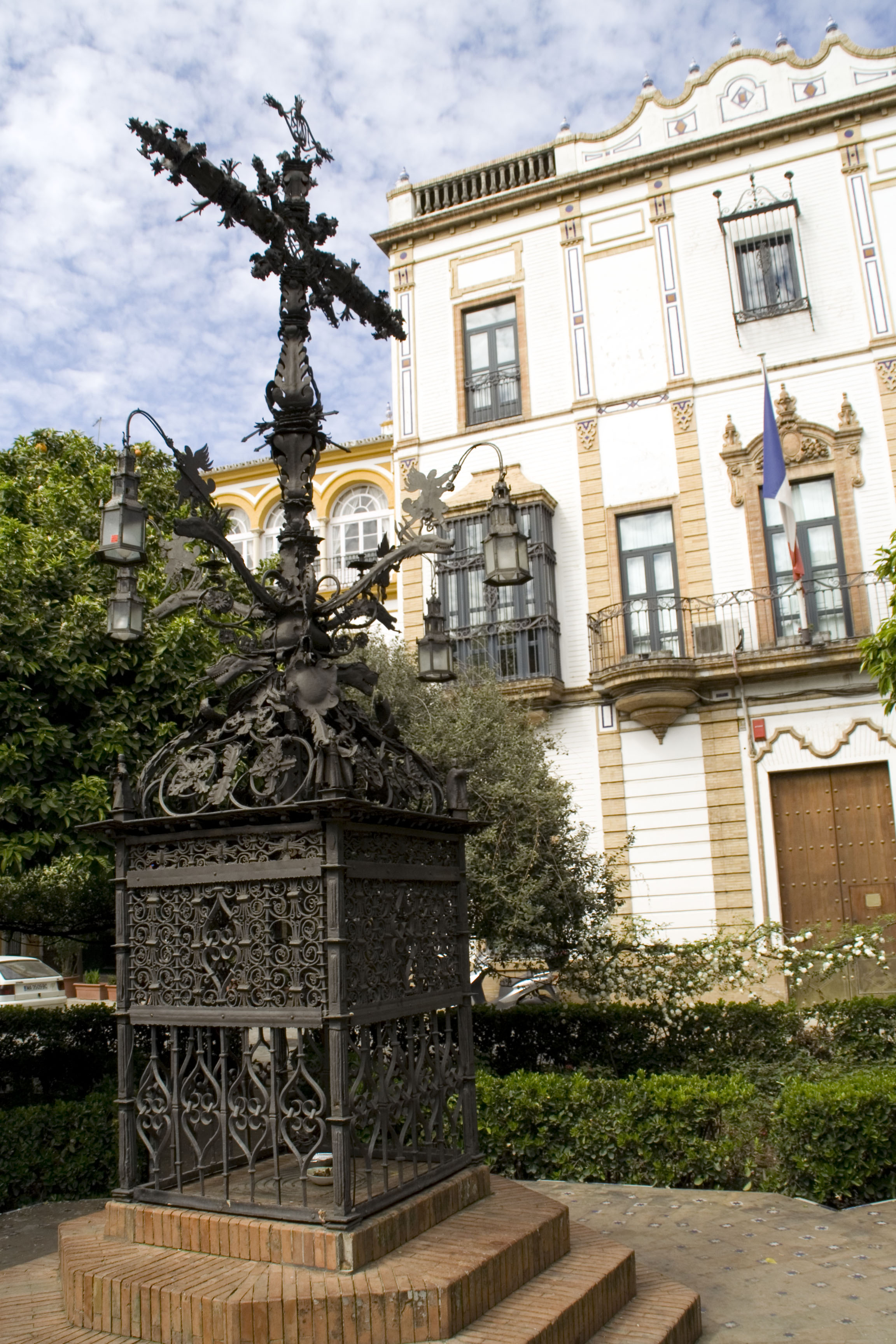
Plaza de Santa Cruz de Sevilla. Al fondo, el consulado de Francia.

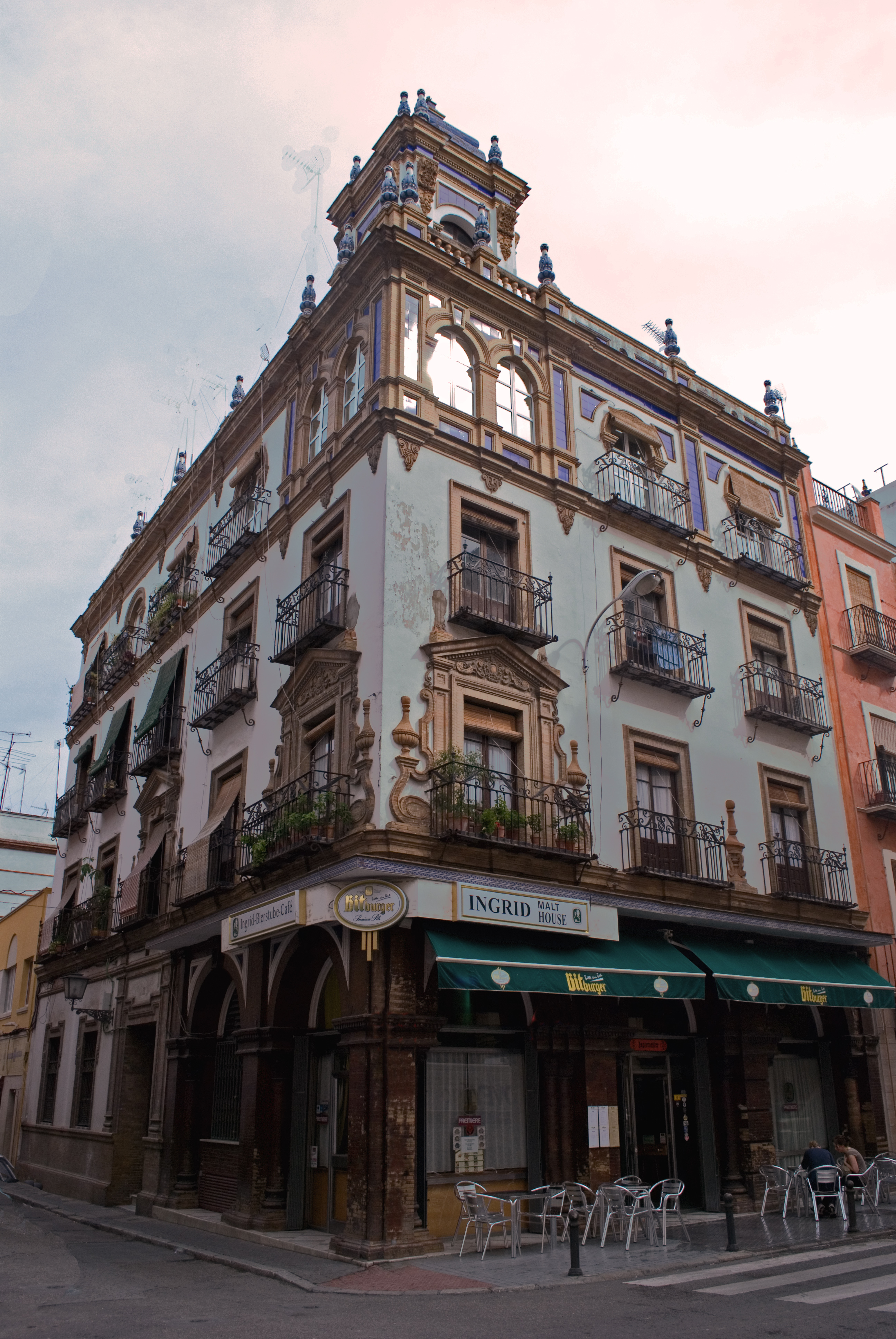
Casa de viviendas de Anastasio Martín Serrano, C/ Almansa esquina Pastor y Landero. 1925/26.

Sus principales obras son las siguientes:

### Obra modernista
- Casa de viviendas para Miguel Arcenegui (1909): calle Amparo esquina con Viriat, 9. Sevilla.
- Proyecto para Manuel García (1909): Huerta del Barrero. Sevilla.
- Casa para Miguel Arcenegui (1909): Calle Velázquez, 8. Sevilla.
- Casa de su propiedad (1909-1910): Calle Luis Montoto, 8. Sevilla. Desparecida.
- Casa para Miguel Bravo Ferrer (1909): Cortijo del Maestrescuela. Sevilla. Desaparecida.
- Casa (1909): Calle Cuna, 51. Sevilla.
- Casa de Rafael M. Azcoitia (1910): Calle Lumbreras, 28. Sevilla. Desaparecida.
- Casa para Ángela Aguirre (1910): Calle San Gregorio, 4. Sevilla.
- Fábrica para la Unión Industrial y Comercial (1911): Ronda Capuchinos s/n. Sevilla. Desaparecida.
- Casa para Francisco Gil Fernández (1911): Calle Tetuán 25, esquina con calle Jovellanos. Sevilla.
- Proyecto de cerramiento de vitrales para la casa de Dolores López (1912): Calle Trajano, 5. Sevilla.

### Obra regionalista

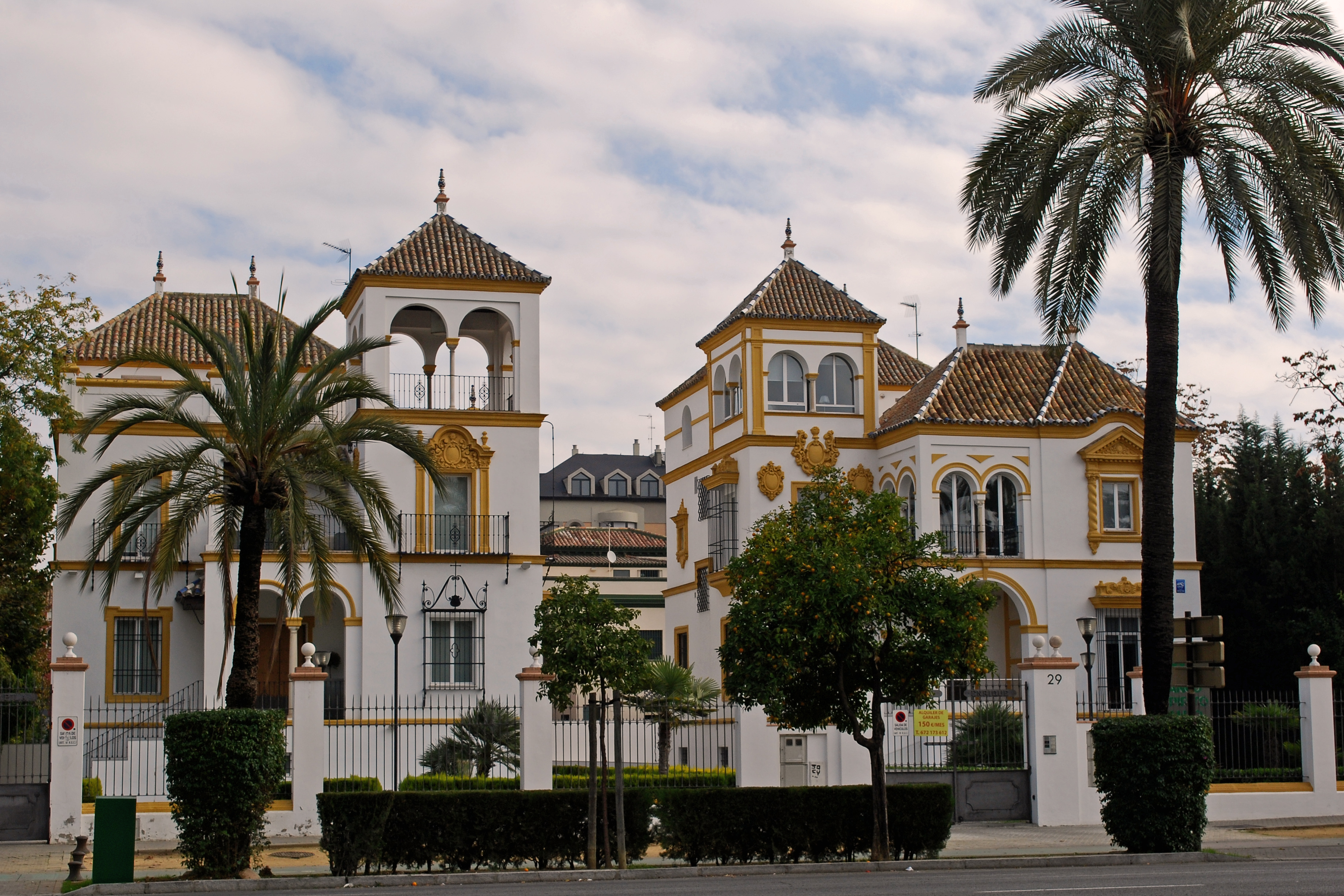
Villa Enrique y Villa Pilar, en la avenida de la Palmera. Esa avenida fue construida íntegramente en los años previos a la Exposición Iberoamericana. Abundan las casas de estilo regionalista.

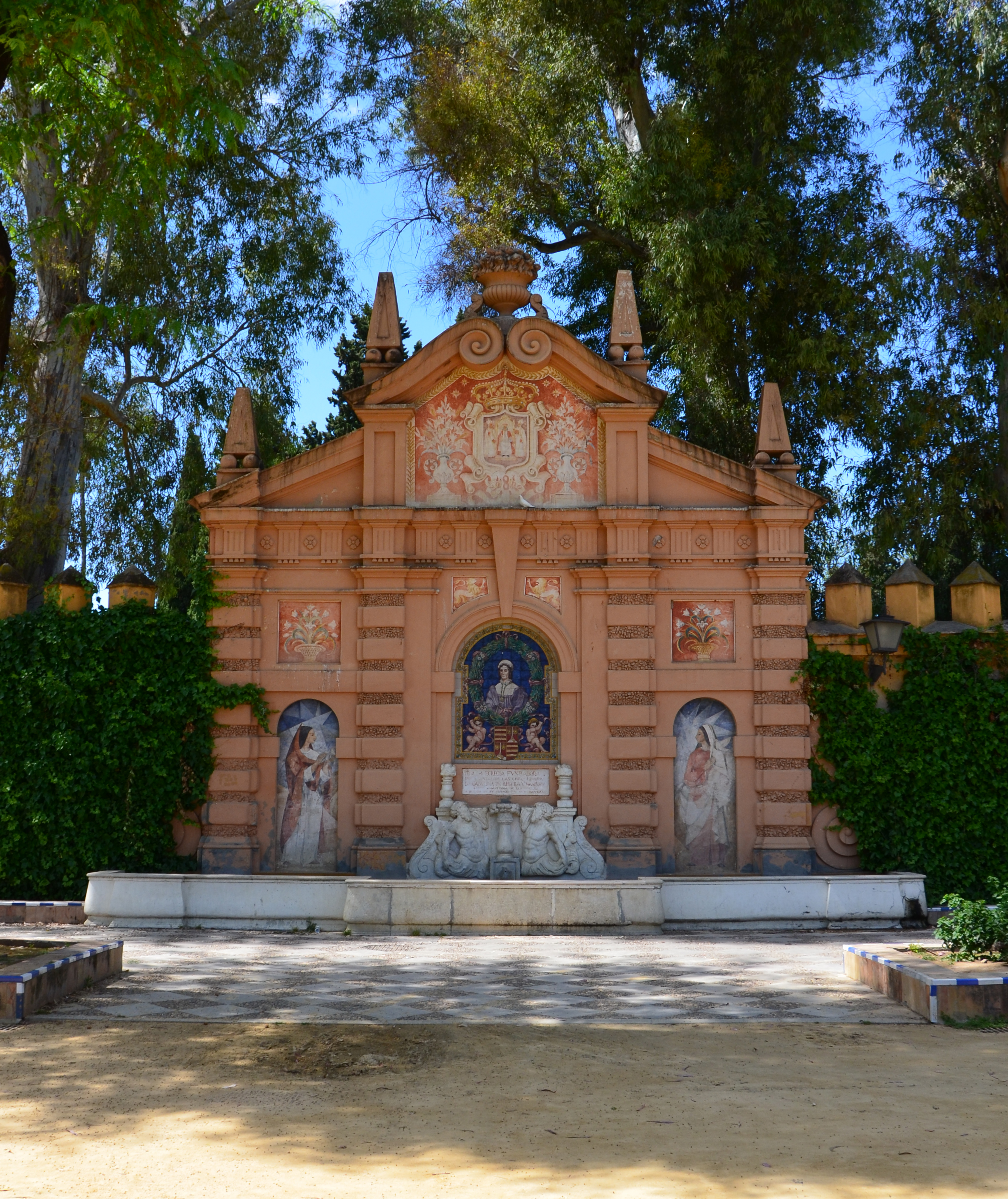
Fuente del paseo Catalina de Ribera, con estructura arquitectónica de Talavera y pinturas alusivas a la dama realizadas por el pintor Juan Miguel Sánchez.

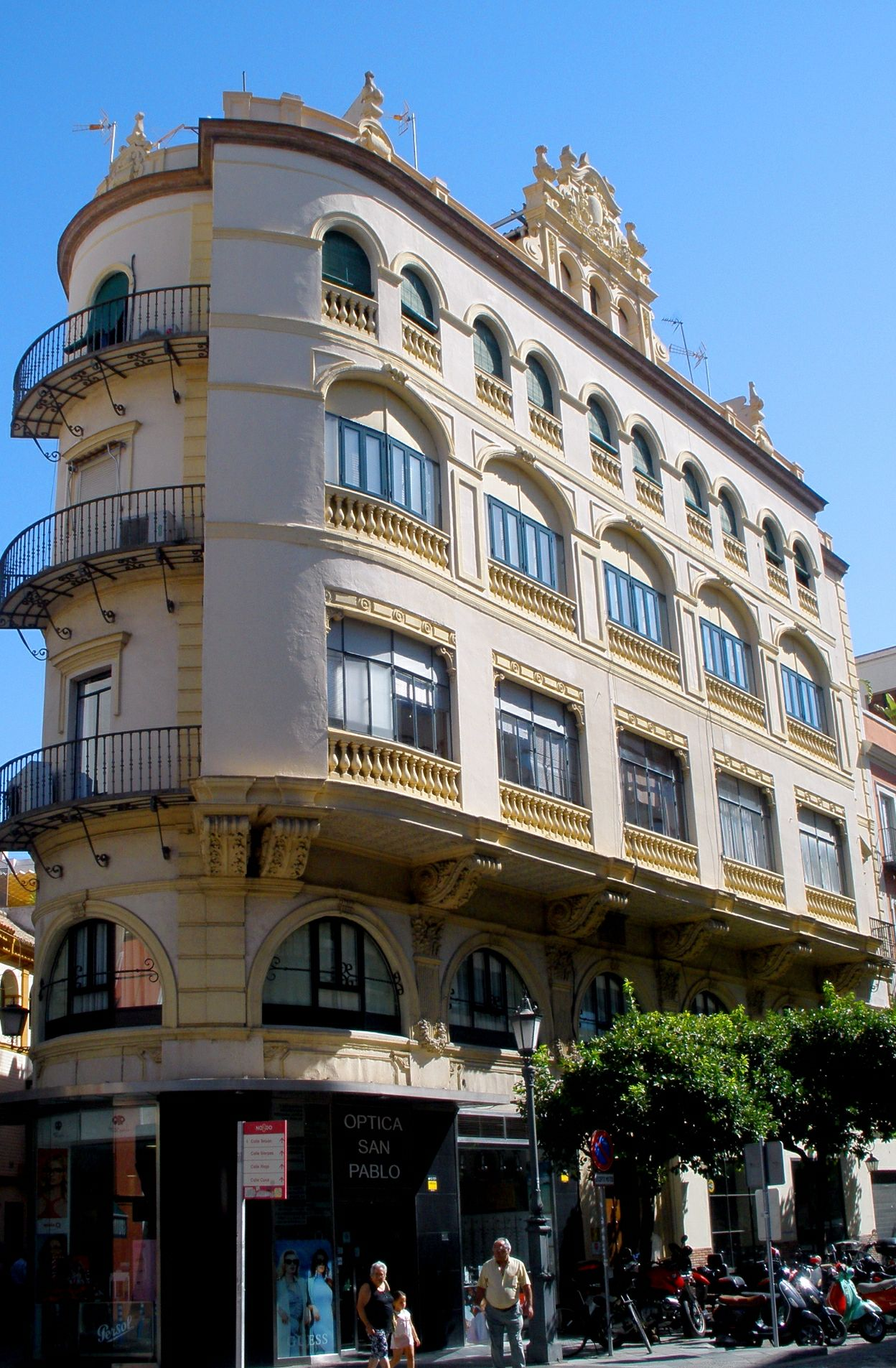
Viviendas para Ángel Sanz, edificadas en 1923-1924 en la calle San Pablo

- Casa para comercio y vivienda de Rafael Lamadriz Roiz (1912-1913): Plaza de San Pedro/Cristo de Burgos. Sevilla. Desaparecida.
- Casa de viviendas (1913): Calle Escuelas Pías. Sevilla.
- Casa (1913): Calle Escuelas Pías 19. Sevilla.
- Casa para los hijos de Vicente Aceña (1913-1915): Avenida de la Borbolla, 55-57. Sevilla.
- Casa para María Bella Salado, viuda de Pérez Castellanos (1914-1917): Calle Chicarreros, 5-9. Sevilla.
- Casa para María Chafer, viuda de Gómez (1914): Plaza de San Francisco, 13 a 15. Sevilla.
- Casa de viviendas para Antonio Sánchez Bedoya (1914-1916): Calle Moratín, 15, esquina con la calle Mateo Alemán. Sevilla.
- Casa de vivienda y almacén para José Valera (1914): Calle Real de la Carretería, 23 (antigua Varflora). Sevilla.
- Casa de viviendas para Antonio Alonso (1914-1915): Plaza de Zurradores, 7. Sevilla.
- Chalet para Francisco Díaz (1914-1916): Huerta de San José y el Rosario. Porvenir. Sevilla. Desaparecido.
- Anteproyecto del Mercado General (1915): Puerta de la Carne. Sevilla. No realizado.
- Proyecto del Parque Central de Limpieza (1915): En colaboración con José Sáez y López. Sevilla. No realizado.
- Patio de la Virgen del Colegio de los Padres Escolapios (1915): Plaza de Ponce de León. Sevilla. Desaparecido.
- Reforma de la plaza de toros de la Real Maestranza (1915)
- Casa (1915): Calle Escoberos, 21. Sevilla.
- Grupo escolar municipal de Triana (1915): Calle Clara de Jesús Montero. Sevilla. Desaparecido.
- Casa para Jacobo López Cepero (1915-17): Calle Mateos Gago, 4. Sevilla.
- Jardines de Murillo (1915): Sevilla.
- Paseo Catalina de Ribera (1916): Sevilla.
- Proyecto Euritmia para el concurso del Hotel Alfonso XIII (1916): Sevilla.
- Casa del guarda en los Jardines de Murillo (1916-1917): Sevilla.
- Proyecto de grupo escolar presentado en la Exposición de Primavera del Ateneo de Sevilla (1916).
- Quinta Carmen para José de los Reyes (1916-1917): Calle Marqués de Nervión. Desaparecida
- Glorieta de José García Ramos (1917-1923) en los Jardines de Murillo.
- Reforma ornamental de la Iglesia de las Salesas (1917-1919): Sevilla.
- Monumento a Cristóbal Colón (1917-1921): En colaboración con Lorenzo Coullaut Valera. Jardines de Murillo.
- Casa para Francisco Hernández Ortiz (1917-1921): En colaboración con Rafael López Carmona, maestro de obras. Calle Canalejas, 14. Sevilla.
- Proyecto de ensanche exterior de Sevilla (1918).
- Urbanización de la plaza Santa Cruz (1918): Sevilla.
- Casa de viviendas para Antonio Rodríguez Palacios (1918-1921): Calle Goles, 39. Sevilla. Sobre un proyecto reformado de Rafael López Carmona.
- Ensanche y ampliación de la rampa del Puente de Triana (1918-1923).
- Casa (1919-1922): Plaza Santa Cruz, esquina con calle Santa Teresa. Sevilla.
- Estafeta de Correos (1920-1921): Paseo de Catalina de Ribera, Sevilla. Fue muy reformado posteriormente para ser adaptado a escuela.
- Edificio para Rafael Pérez Salvador (1920-1922): Calle Villega de los Ríos 3 y Blanca de los Ríos, Sevilla. Sobre un proyecto reformado de Ramón Balbuena Huertas.
- Edificio del Parque de Bomberos (1920-1921): Calle Demetrio de los Ríos, Sevilla. Sobre un proyecto modificado de Antonio Arévalo Martínez.
- Restauración de la Torre de Don Fadrique y realización del jardín de su perímetro (1920-1924): Sevilla.
- Proyecto de casas económicas para el Patronato Municipal de Casas Baratas (1921): Avenida Ramón y Cajal, Sevilla.
- Monumento a Catalina de Ribera en el paseo homónimo (1921): Sevilla.
- Casa unifamiliar para Rafael Lamadrid (1921): Calle Quintana 23, Sevilla.
- Chalet para Gaspar Moro Alonso (1921): Calle Brasil, 26-22. Sevilla.
- Casa para Manuela Perea Tomás, viuda de Julio Laffite y Castro (1921-1927): Plaza del Museo, 2. Sevilla. Desaparecida.
- Almacenes para Ricardo Magdalena y Compañía (1921): Calle José Laguillo, 3. Sevilla.
- Casa para Gaspar Moro Alonso (1921-1922): Calle Paz, 5. Sevilla.
- Casa de viviendas para Eduardo Romero Anzón (1921-1922): Calle San Esteban, 50 a 56, Sevilla. Reformada posteriormente.
- Chalet Villa Amparo para José Zambrano (1921-1923): Calle Brasil, 15. Sevilla. Desaparecido.
- Casa para Francisco Díez Rodríguez (1921-1923): Calle Gaspar Alonso, 12. Sevilla. Reformada posteriormente.
- Edificio del Horno San Buenaventura, propiedad de Pilar Nieto García (1921-1922): Calle Carlos Cañal, 28. Sevilla.
- Casa Rivas-Meguerry (1922): Calle Chapineros, 1. Sevilla.
- Casa para Manuel Corbato (1922-1924): Calle Sauceda, 11. Sevilla.
- Chalet Villa Enrique para Sara Barquín García (1922-1923): Avenida de la Palmera, 29. Sevilla.
- Chalet Villa Pilar para Pilar Barquín (1922-1923): Avenida de la Palmera, 27. Sevilla
- Edificio de comercios y viviendas para Francisco de Paula Cansino de la Vega (1922): Calle Laraña, 2-4. Sevilla. La obra fue abandonada por Juan y fue finalizada por Ramón Balbuena y Huertas en 1928.
- Casa para Cayetano García Alonso (1922-1923): Calle Calatrava, 20. Sevilla.
- Fábrica de vidrios La Veneciana para Basilio Paraíso Labad (1922-1924): Calle Progreso, 43. Sevilla.
- Casa de viviendas para Antonio Figueroa García (1922-1924): Calle Fray Diego Deza, 7. Sevilla.
- Casa para José Rodríguez Fernández (1922-1926): Alameda de Hércules-Peris Mencheta, 63. Sevilla.
- Casa unifamiliar para Pablo Armero Castrillo (1922-1923) en Nervión, Sevilla. Desaparecida.
- Casa para Jerónimo Armario Rosado (1922): Plaza de Doña Elvira, Sevilla.
- Reformas de la casa Manuel Salcedo y Barreto (1923): Calle Vidrio, 24-26. Sevilla.
- Casa de viviendas para Pedro Fernández Arenas (1923-1924): Calle Santa Ana, 14. Sevilla.
- Casa para María Iribarren Villa María (1923-1924): Calle Montevideo, 25. Sevilla.
- Casa de viviendas para Valeriano Díaz Calleja (1923-1924): Calle Compañía, 3. Sevilla.
- Casa para Francisco Jiménez Sánchez (1923-1924): Calle Campamento, 7. Sevilla.
- Casa para la Hermandad de Jesús ante Anás (1923-1924): Nervión, Sevilla.
- Casa para Pablo Armero Castrillo (1923-1924): Inmobiliaria Nervión S.A., calle Juan de Oñate, 11. Sevilla. Modelo A.
- Casa para Pablo Armero Castrillo (1923-1924): Inmobiliaria Nervión S.A., calle Marqués de Nervión, 79. Sevilla. Modelo D reformado.
- Casa para Pablo Armero Castrillo (1923-1924): Inmobiliaria Nervión S.A., calle Marqués de Nervión, 77. Sevilla. Modelo E.
- Casa para Pablo Armero Castrillo Villa Argentina (1923-1924): Inmobiliaria Nervión S.A., calle Santa Elena 12. Sevilla. Modelo C.
- Casa para Pablo Armero Castrillo (1923-1924): Inmobiliaria Nervión S.A., calle Marqués de Nervión 73. Sevilla. Modelo B. (desaparecido)[22]
- Casa unifamiliar (1923): Calle Marqués de Nervión, 83. Sevilla.
- Casa propia (1923): Plaza de Santa Cruz, 8. Sevilla.
- Proyecto de "jardín andaluz" (1923): Bosques de Palermo, Buenos Aires, Argentina.
- Casa para José Pérez Bazo (1923-1924): Calle Marqués de Nervión. Sevilla. Reformada posteriormente.
- Casa vivienda y almacén de Antonio Huertas (1923-1924): Calle Escoberos, 26. Sevilla.
- Chalet en la manzana 3 del barrio de Nervión (1923-1924): Calle Tordesillas, Sevilla.
- Villa María, propiedad de Mercedes Porras Molina(1923-1925): Calle Rico Cejudo, 30. Sevilla.
- Edificio de viviendas para Ángel Sanz (1923-1924): Calle San Pablo, 6. Sevilla.
- Hacienda Simón Verde, propiedad de Narciso Ciárruiz Rodríguez (1923-1928): San Juan de Aznalfarache.
- Urbanización de la Plaza de Doña Elvira (1924): Sevilla.
- Monumento a San Fernando en la Plaza Nueva (1924): Sevilla. Con la colaboración del escultor Joaquín Bilbao Martínez y sus discípulos. Sevilla.
- Puente de San Bernardo (1924): Paso elevado para sortear las vías del ferrocarril. De la calle Demetrio de los Ríos a la calle Eduardo Dato. Sevilla. En colaboración con el ingeniero José Luis de Casso y Romero. Las vías se retiraron de esa zona en 1992.
- Casa (1924): Calle Beatriz de Suabia, 67. Sevilla.
- Casa (1924): Calle Rico Cejudo, 6. Sevilla.
- Casa para Manuela Martínez Calvo (1924-1925): Calle San Jacinto, 13. Sevilla.
- Casa para Manuel García Montalván (1924-1926): Calle Alfarería, 11. Sevilla.
- Proyecto de Monumento a José María Izquierdo (1924): Para el Parque de María Luisa. Iniciativa del Ateneo de Sevilla.
- Cinematógrafo Pathé (1925): Calle Cuna. Totalmente reformado.
- Traslado de la portada de la Iglesia de Santa Lucía a la Iglesia de Santa Catalina y restauración de esta (1925): Sevilla.
- Casa de Genaro Parladé (1925): Calle San Miguel, 20. Sevilla.
- Hacienda de Monastejero, propiedad de Ana Guijaba Rodríguez (1925): Sevilla.
- Casa de viviendas para Antonio Gayango (1925-1926): Calle Santa Ana, 50: Sevilla.
- Casa de vivienda y comercio para Javier Iñiguez Rodríguez (1925-1926): Calle San Pablo, 17. Sevilla.
- Casa familiar para Eloy Zaragoza Ezlaudi (1925-1927): Calle Juan del Castillo, 14. Sevilla.
- Casa para Manuel de la Cuesta y Ramos (1925-1928): Calle Pedro Roldán esquina con Juan del Castillo. Sevilla.
- Casa de César Gálvez Piñal (1925-1926): Calle Demetrio de los Ríos, 5. Sevilla.
- Casa para Josefa Garala (1925-1926): Calle Demetrio de los Ríos, 7. Sevilla.
- Casa a Rodolfo D'Angelo Fernández (1925-1929): Calle Demetrio de los Ríos, 9, esquina con Pedro Roldán. Sevilla.
- Edificio de comercio y viviendas para Dolores Sánchez Talavera (1925-1926): Calle Menéndez Pelayo esquina con Demetrio de los Ríos. Sevilla.
- Pabellón de la Compañía Telefónica Nacional de España para la Exposición Iberoamericana (1925-1927): Parque de María Luisa.
- Casa (1925): Calle Canalejas, 8. Sevilla.
- Proyecto de casa (1925): La Habana, Cuba.
- Casa de viviendas para Ángel Sanz (1925-1926): Calle Canalejas, 4. Sevilla. Reformada posteriormente.
- Casa para Manuel Hoyuela (1925-1926): Calle Marqués de Estella, 19. Sevilla.
- Ampliación de un proyecto para Dolores Sánchez Talavera (1925-1926): Calle Menéndez Pelayo, 34. Sevilla.
- Casa para Anastasio Martín Serrano (1925-1926): Calle Almansa, 17. Sevilla.
- Pabellón de Agricultura o del Aceite en la Exposición Iberoamericana (1925-1928): Sector sur de la Exposición. Desaparecido.
- Hotel Oromana (1925-1929): Alcalá de Guadaíra. Reformado posteriormente.
- Granja propia de Los Arrayanes (1926): Barriada del Cerro del Águila, Sevilla.
- Torre de la Iglesia de Santiago (1926): Alcalá de Guadaíra. Comenzada por Juan Talavera y de la Vega.
- Central de la Compañía Telefónica Nacional de España (1926-1928): Plaza Nueva, Sevilla.
- Casa para Margarita Coll y Trius de Ullastres  (1926): Calle Paz, 3. Sevilla. Reformada posteriormente.
- Casa para José Cobos Fernández  (1926-1927): Calle Juan del Castillo, 4. Sevilla.
- Reforma de la Alameda Apodaca (1926): Cádiz.
- Proyectos de las Escuelas del Mar (1926): Cádiz.
- Edificio de viviendas para Manuel Pérez Salvador (1926-1928): Calle Villegas, 5. Sevilla.
- Casa para Juan Giralt (1926-1927): Calle Pedro Roldán, 3. Sevilla.
- Villa Esperanza (1926-1927): Calle Mairena. Alcalá de Guadaíra.[18]
- Reforma de la iglesia de Santa Cruz (1927): Sevilla.
- Casa (1927): Calle Menéndez Pelayo, 16. Sevilla.
- Casa y almacén para Antonio Ordóñez  (1927): Calle Tentudía, 3. Sevilla.
- Casa para José Benítez Mola  (1927-1928): Calle Fernández y González, 28. Sevilla.
- Casa de viviendas para Miguel Bravo Ferrer (1927-1928): Calle Gaspar Alonso, 2, y Porvenir, 12. Sevilla. Reformada posteriormente.
- Casa de viviendas para Faustino Valdés y Emilio Panduro Cadaval, luego propiedad de Teodoro Ocaña Carrascosa (1928-1929): Calle Tetuán, 1 con Rioja 13. Sevilla.
- Casa de Ramón María Ferrero de Andrade (1927-1929): Calle Amor de Dios, 44. Sevilla.
- Casa para Manuel Lerdo de Tejada y Sánchez (1928: Calle Santa Teresa, 13. Sevilla.
- Reformas del Mercado de la Libertad (1928): Cádiz.
- Plaza de abastos (1928): Calle Nuestra Señora del Águila, Alcalá de Guadaíra.
- Matadero municipal (1928): Alcalá de Guadaíra.
- Grupo escolar Pedro Gutiérrez en la Ciudad Jardín (1928): Alcalá de Guadaíra.
- Antiguo cine municipal (1928): Alcalá de Guadaíra.
- Antigua casa cuartel de la Guardia Civil (1928): Alcalá de Guadaíra.
- Poblado Alfonso XIII para la Sociedad Islas del Guadalquivir (1928): Puebla del Río.
- Proyecto para un barrio en Sevilla (1928).
- Reformas del ex-Convento de los Remedios para que fuera sede del Instituto Hispano-Cubano: Plaza de Cuba, Sevilla.
- Proyecto de edificio para la Real Academia de Medicina: Calle Alfonso XII, Sevilla. No realizado.
- Edificio de viviendas para Carlos Llorente Lacave (1928-1929): Avenida de Cádiz, 7. Sevilla.
- Chalet para Luis Zunón López (1928-1929): Calle Marqués de Nervión, 120. Sevilla.
- Casa unifamiliar para Adela Gutiérrez Cabello, viuda de Casades (1928-1929): Calle Argote de Molina, 24. Sevilla.
- Casa para la Hermandad de Benditas Almas del Purgatorio y Señor San Onofre (1928-1929): Calle Joaquín Gichot, 4. Sevilla. En colaboración con Rafael Arévalo Carrasco.
- Dos almacenes de cereales para el Banco Español de Crédito (1928-1929): Calle Cardenal Ilundain esquina con Badolatosa. Sevilla.
- Casa Titular de Menores (1928-1929): Alcalá de Guadaíra. En colaboración con el arquitecto Gómez de Mesa.
- Reforma del matadero municipal (1929): Cádiz.
- Grupo escolar San Rafael (1929): Cádiz.
- Edificio de viviendas para Calixto Paz y Alegría (1929): Puerta de Jerez, 4. Reformado posteriormente.
- Grupo escolar Primo de Rivera, luego Giner de los Ríos (1929-1932): Calle Recaredo (Ronda Histórica). Sevilla. Actualmente centro de educación especial Virgen de la Esperanza.
- Villa Juan Talavera, para el padre Banelli (1929): México.
- Pabellón Carbonell y Cía (1929): Sector sur de la Exposición Iberoamericana. Desaparecido.
- Edificio de los almacenes El Siglo para Eduardo Conde (1929-1930): Calle Blanca de los Ríos, 4. Sevilla. Terminado por Antonio Arévalo Martínez.
- Casa para Eloy Zaragoza Elzaurdi (1929-1930): Calle Beatriz de Suabia. Sevilla.
- Edificio de viviendas para María Ceballos Rumallor (1929-1930): Calle Mateos Gago esquina con Rodrigo Caro. Sevilla.
- Iglesia y escuelas en la barriada de San Jerónimo (1930): Sevilla. Donación testamentaria de Francisco Recur.
- Fachada del Hotel Doña María (1930). Calle Don Remondo, 19. Sevilla
- Casa para Eduardo Conde Gómez (1930): Calle Francos, 6. Sevilla. En colaboración con Antonio Arévalo Martínez.
- Casa para María Sasiaín (1930): Calle Torneo, 74. Sevilla.
- Casa para Ana Gómez Millán, viuda de Aníbal González (1930-1931): Avenida de la Palmera. Donación de la ciudad. En colaboración con José Espiau y Muñoz.
- Reforma del proyecto y dirección de las obras de la casa para Rafael Lora Teulet, luego de Antonio Barrio Romero (1930-1936): Calle Santa María de Gracia esquina con la Campana. Sevilla. Proyecto original de Ramón Cortázar.
- Chalet para José Bermúdez (1930-1931): Calle Paz 11, haciendo esquina con la Exposición. Sevilla. Reformado posteriormente.
- Casa de viviendas para Francisco Rincón Ortiz (1930-1931): Calle García de Vinuesa 16, Sevilla.
- Chalet para el marqués de Angulo (1931-1932): Carretera de Dos Hermanas.

### Obra racionalista

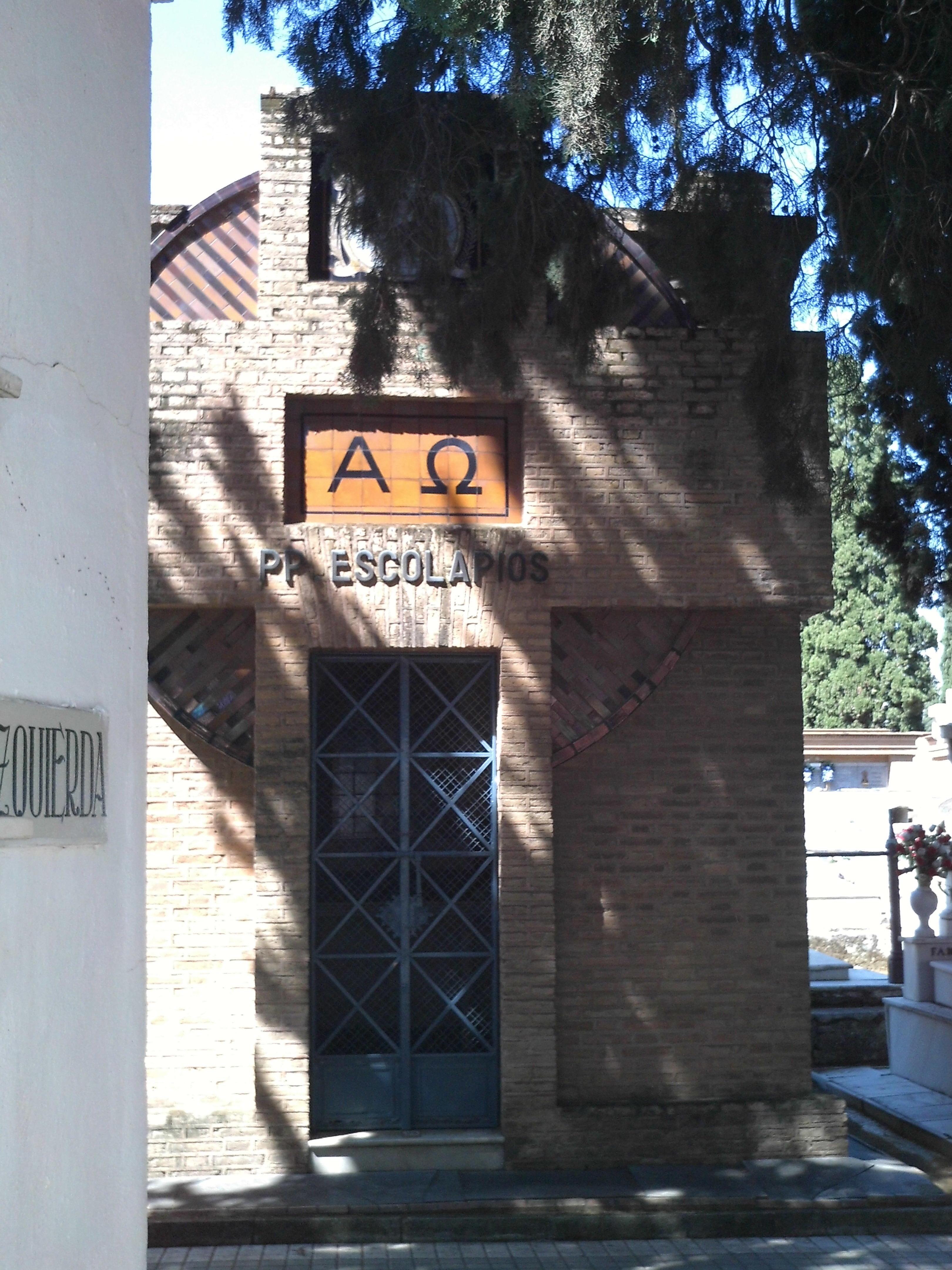
Panteón de los Padres Escolapios. Fue diseñado por Juan Talavera y Heredia en 1947. A pesar de estar realizado en su etapa "andalucista", es de estilo moderno. Cementerio de San Fernando.

- Casa Lastrucci, propiedad de Carlos Llorente Lacave (1934-1935): Calle Álvarez Quintero, 5. Sevilla. En colaboración con Antonio Delgado Roig.
- Grupo escolar en la Huerta de los Granados (1934-1935): Calle Arroyo, Sevilla.
- Grupo escolar en la Huerta del Picacho (1934-1935): La Barzola, Sevilla.
- Grupo escolar (1934-1935): Calle Clara de Jesús Montero-Procurador, Sevilla.
- Grupo escolar en la Huerta de Santa Marina (1934-1936): Calle Padre Manjón, Sevilla.
- Casa de viviendas para Antonio Rojas Ramírez (1938-1939): Calle Faustino Álvarez, 27. Sevilla.
- Estación de autobuses del Prado de San Sebastián (1941): Sevilla. En colaboración con Rodrigo y Felipe de Medina Benjumea.

### "Arquitectura blanca post-regionalista" o "andalucista"
- Reforma del edificio La Equitativa, Fundación Rosillo (1937-1938): Calle San Fernando esquina con Puerta de Jerez. Sevilla.
- Edificio de viviendas para Montepío de Funcionarios Municipales (1938-1939): Avenida de Málaga, esquina con las calles José Ignacio Benjumea y con Manuel Vázquez Sagastizábal. Sevilla.
- Chalet Nuestra Señora de los Reyes para Luisa de Orleans (1938): Avenida de la Palmera.
- Casa unifamiliar para María Talavera (1938): Palma del Río.
- Colegio Mayor Santa María del Buen Aire (1944-1948): Castilleja de Guzmán.
- Caserío de La Granja para Manuel Lobo y López (1944): Bornos.
- Casa unifamiliar (1945): Posteriormente Hostal Goya. Alcalá de Guadaíra.
- Casa de viviendas (1946): Calle Alfonso XII, 73, esquina con calle Gravina. Sevilla.
- Cortijo Las Palmeras (1947): Santiponce.
- Panteón de los Padres Escolapios (estilo moderno) (1947): Cementerio de San Fernando, Sevilla.
- Reforma de la quinta de Juan Leyva (1947): Granada.
- Mercado del Arenal (1947): Sevilla.
- Chalet para María Luisa Gómez Talavera (1953): Jerez de la Frontera.